# 普切日区
普切日区（俄语：Пучежский район）是俄罗斯联邦伊万诺沃州下辖的一个区，其行政中心为普切日。据2016年统计，该区的人口为11694人。